# هورنی دوبنکی
هورنی دوبنکی (به چکی: Horní Dubenky) یک منطقهٔ مسکونی در جمهوری چک است که در ناحیه ییهلاوا واقع شده‌است. هورنی دوبنکی ۹٫۹۷ کیلومتر مربع مساحت و ۶۳۸ نفر جمعیت دارد و ۶۶۹ متر بالاتر از سطح دریا واقع شده‌است.